# Chauvigné
Chauvigné település Franciaországban, Ille-et-Vilaine megyében. Lakosainak száma 807 fő (2022. január 1.). Chauvigné Romazy, Saint-Christophe-de-Valains, Le Tiercent, Vieux-Vy-sur-Couesnon, Val-Couesnon és Saint-Marc-le-Blanc községekkel határos.

## Népesség
A település népességének változása:
| Lakosok száma | 741  | 617  | 566  | 710  | 827  | 854  | 845  | 808  | 807  | 807  |
|               | 1968 | 1982 | 1990 | 2006 | 2013 | 2015 | 2017 | 2019 | 2020 | 2022 |